# Варваровка (Карловский район)
Варваровка (укр. Варварівка) — село,
Варваровский сельский совет,
Карловский район,
Полтавская область,
Украина.
Код КОАТУУ — 5321680701. Население по переписи 2001 года составляло 1912 человек.
Является административным центром Варваровского сельского совета, в который не входят другие населённые пункты.

## Географическое положение
Село Варваровка находится на левом берегу реки Орчик,
выше по течению на расстоянии в 1,5 км расположено село Белуховка,
ниже по течению на расстоянии в 2,5 км расположено село Поповка.
Река в этом месте извилистая, образует лиманы, старицы и заболоченные озёра.

## Происхождение названия
На территории Украины 24 населённых пункта с названием Варваровка.

## История
- 1709 — дата основания.

## Экономика
- Молочно-товарная и птице-товарная фермы.
- ЧП «Орач».

## Объекты социальной сферы
- Дом культуры.
- Школа.
- Школа-интернат.

## Достопримечательности
- Ботанический заказник «Капустник».
- Варваровский народный исторический музей.

## Известные люди
- Родинка Сергей Лаврентьевич (1916—1977) — Герой Советского Союза, родился в селе Варваровка.